# Am Wald (Taufkirchen)
Am Wald ist ein Gemeindeteil von Taufkirchen im oberbayerischen Landkreis München.

## Geographie
Der Ort liegt etwa fünf Kilometer südlich der Stadtgrenze Münchens an der A 995. 
Die Siedlung ist über den Bahnhof Taufkirchen an der Bahnstrecke München Ost–Deisenhofen zu erreichen, der von der Linie S3 bedient wird.
In den Amtlichen Ortsverzeichnissen für Bayern wurde der Gemeindeteil erstmals in der Ausgabe 1991 genannt.
Im Jahr 1987 lebten dort 10.003 der 14.892 Einwohner von Taufkirchen in 955 Wohngebäuden mit 3785 Wohnungen.

## Einrichtungen
- Krippe/Kindergarten/Hort (AWO-Pappelhaus)
- Grundschule Taufkirchen Am Wald
- VHS Taufkirchen
- Katholische Pfarrkirche St. Georg
- Evangelisch-Lutherische Jerusalemkirche